# Moca radiata
Moca radiata är en fjärilsart som beskrevs av Walsingham 1897. Moca radiata ingår i släktet Moca och familjen Immidae. Inga underarter finns listade i Catalogue of Life.